# Les Trois Chemins
Les Trois Chemins est une série de bande dessinée pour la jeunesse scénarisée par Lewis Trondheim et dessinée par Sergio Garcia. Ses deux albums ont été publiés par Delcourt en 2002 et 2003.

## Albums
- Delcourt, coll. « Jeunesse » :

1. Les Trois Chemins, 2000  (ISBN 2-84055-461-5)[1]
2. Les Trois Chemins sous les mers, 2003  (ISBN 2-84789-113-7).